# Рятувальна шлюпка

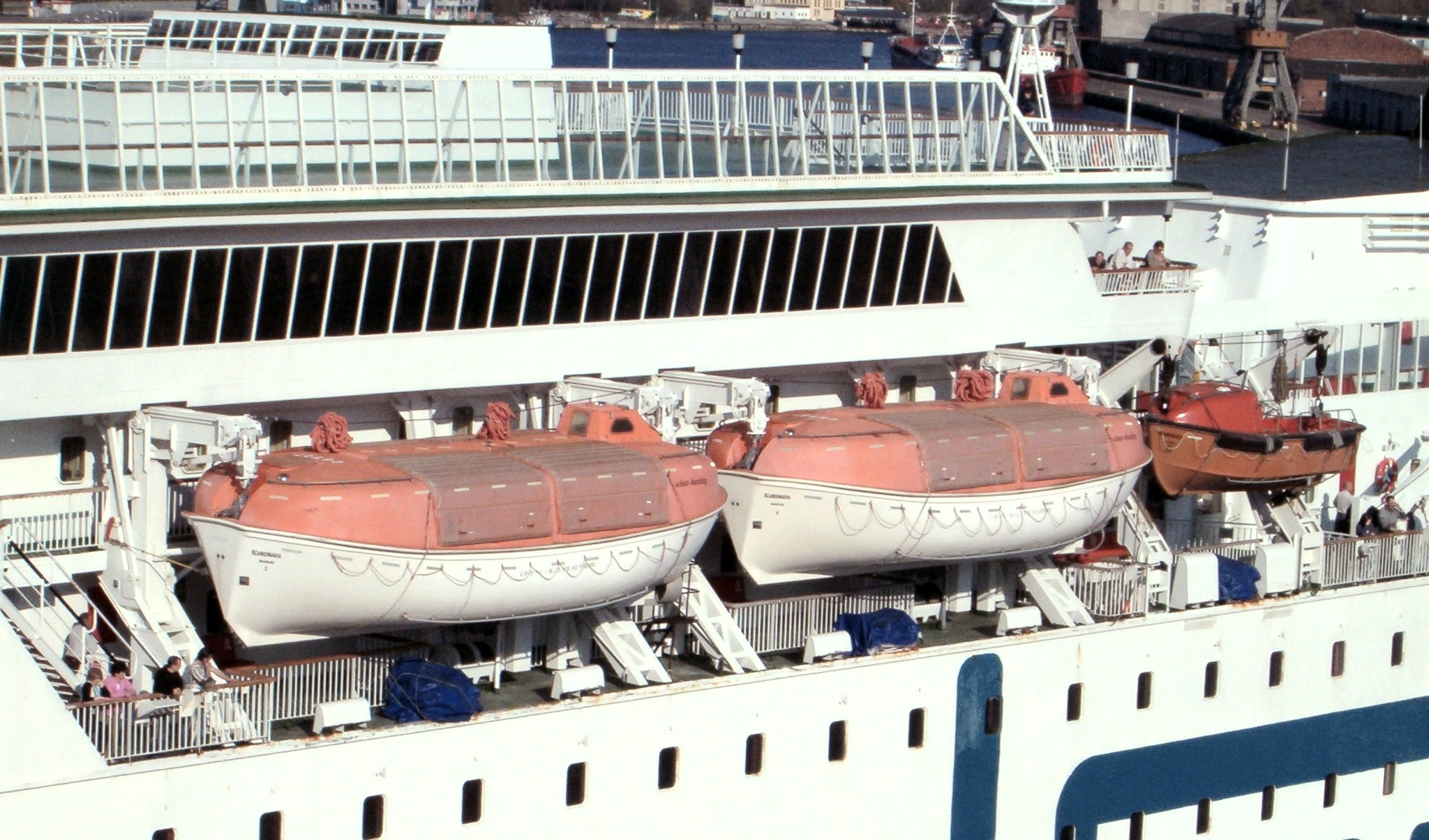
Рятувальні шлюпки на пасажирському лайнері «Скандинавія FS».

Рятувальна шлюпка — невелике рятувальне безпалубне судно, твердий або надувний човен, призначені для збереження життя людей в умовах катастрофи у відкритому морі.
Рятувальні шлюпки звичайно закріпляються на великих суднах, містяться на прибережних платформах, на всіх шельфових бурових устаткованнях, а надувні рятувальні шлюпки на літаках.
Сучасна рятувальна шлюпка оснащена дизельними двигунами.